# Menaka (apsara)
Pour les articles homonymes, voir Menaka (homonymie).
Dans la mythologie hindoue, Menaka (Sanskrit: मेनका) est l'une des plus belles apsaras, après Urvasi. 

## Légende

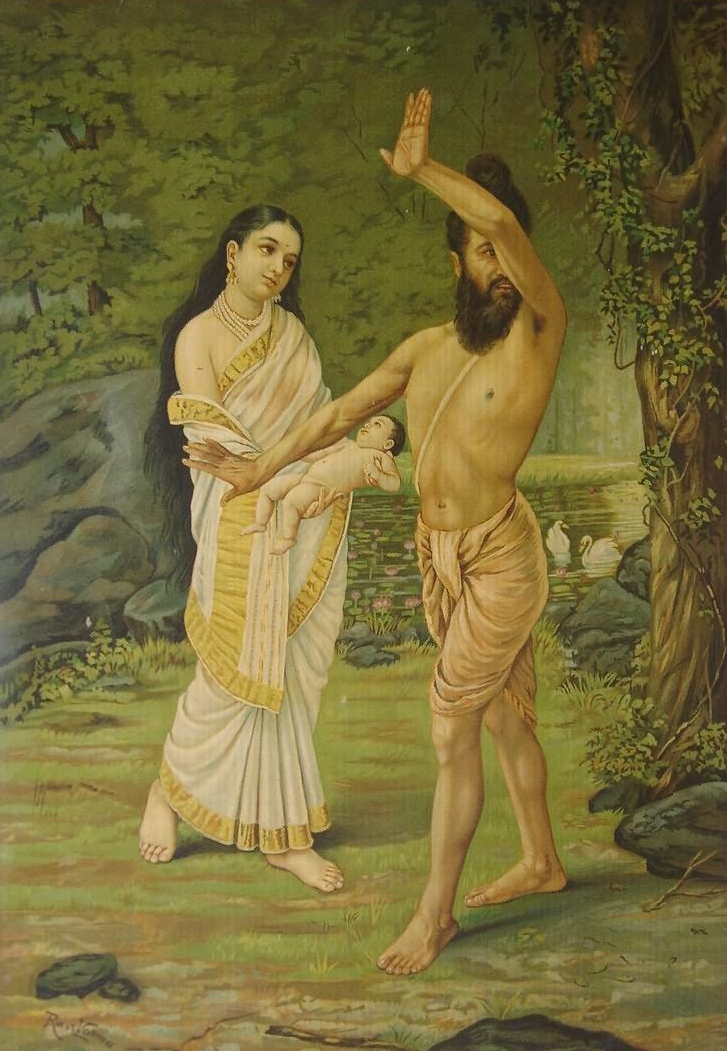
Vishwamitra refuse d'accepter son enfant Shakuntala de Menaka.

Menaka fut envoyée par Indra, dieu des Deva, dont le but était de briser la méditation de Vishvamitra, sage de l'antiquité en Inde, qui effrayait les dieux et essaya même de créer un autre paradis. C'est lorsqu'il la vit nue, nageant dans un lac près d'une cascade, qu'elle réussit à susciter la luxure et la passion chez Vishvamitra et par conséquent le détourner de sa méditation. Ils ont ensuite connu l'amour pour de longues années ; Menaka est alors tombée sincèrement amoureuse de lui et un bébé est né d'eux qui, plus tard, a grandi dans l'ashram du Sage Kanva et fut appelée Shakuntala. Plus tard, Shakuntala tombe amoureuse du roi Dushyanta et donne naissance à un enfant appelé Bharata, d'après lequel l'Inde fut originellement nommé.
Cependant, Vishvamitra réalise qu'il a été dupé par Indra et Ménaka ; furieux, il la maudit et lui impose de se séparer de lui pour toujours bien qu'elle eût perdu toute intention détournée depuis longtemps.